# Can Guardiola (Miànigues)
Can Guardiola és un mas al veïnat de Miànigues, al municipi de Porqueres, (al Pla de l'Estany) uns pocs metres a l'oest de l'església de Sant Romà. Mas de grans dimensions compost per dos cossos juxtaposats i situats amb orientacions diferents, de manera que la planta de tot el conjunt té forma d'ela. A la casa trobem dos inscripcions que fan al·lusió a dos dates diferents; 1657 i 1807. Tot sembla indicar que el conjunt es va construir en etapes diferents, essent el cos orientat a migdia el més antic.
El cos orientat a tramuntana, de planta rectangular i coberta a una vessant, té un aspecte força auster. A la seva banda dreta s'aixeca un cos intermedi d'alçada superior, on es troba la porta d'entrada i que serveix de punt d'unió entre el primer edifici i el segon, de majors dimensions i orientat a migdia. Es tracta d'una gran estructura de planta baixa, dos pisos i coberta a dues aigües. L'alternança d'unes grans finestres de punt rodó amb d'altres rectangulars més senzilles al primer i segon pis de la casa (vessant de migdia) demostren una articulació plàstica de mur bastant acurada i confereixen a l'edifici un aspecte força noble en aquesta vessant de la casa.